# Bathyraja matsubarai
Bathyraja matsubarai är en rockeart som först beskrevs av Ishiyama 1952.  Bathyraja matsubarai ingår i släktet Bathyraja och familjen egentliga rockor. IUCN kategoriserar arten globalt som otillräckligt studerad. Inga underarter finns listade.